# Lycaena ignitacaudata
Lycaena ignitacaudata är en fjärilsart som beskrevs av Tutt 1906. Lycaena ignitacaudata ingår i släktet Lycaena och familjen juvelvingar. Inga underarter finns listade i Catalogue of Life.